# 高橋義希
高橋 義希（たかはし よしき、1985年5月14日 - ）は、長野県須坂市出身の元プロサッカー選手。現役時代のポジションはミッドフィールダー（MF）。

## 来歴
2004年に松商学園高等学校（長野県）を卒業後、同県の地球環境高等学校を指導していた松本育夫監督との縁がもとでサガン鳥栖に入団。ルーキーシーズンから左サイドの攻撃的な位置で起用され活躍した。
2005年にはトゥーロン国際大会のU-21日本代表に選ばれた（鳥栖の選手が日本代表に選ばれたのは全カテゴリーを通して高橋が初めて）。この影響でリーグ戦を2試合欠場したが、それでも40試合に出場した。
2006年には異例の20歳の若さでキャプテンに選ばれた。また、それまでサイドでの起用が多かったのがボランチに固定され、元韓国代表の尹晶煥とダブルボランチを組むことも多かった。
2007年は、引き続きキャプテンに指名された。42試合に出場し、3年連続40試合以上に出場した。また、前年までダブルボランチを組んだ尹晶煥が怪我で欠場が多かったため、衛藤裕と組むことが多かった。尹と組む時は、守備に重点を置いていたが、運動量豊富な衛藤と組む時は、攻撃に参加する機会が多くなり、前線への飛び出しや、武器である無回転シュートが相手の脅威となった。
鳥栖入団後は毎年のように各年代の代表候補に名を連ねていた。
2010年、ベガルタ仙台へ移籍。
2012年、期限付き移籍でJ1昇格を果たした古巣・鳥栖へ3シーズンぶりの復帰。2013年からは鳥栖へ完全移籍。豊富な運動量でチームを支えた。
2021年12月1日、同シーズン限りでの現役引退を発表した。

## プレースタイル
攻守にハードワークする鳥栖においても運動量が突出して多く、特にボランチ（アンカー）として先発に定着した2016年・17年のトラッキングデータでは2年連続で年間走行距離1位となっている。2016年10月29日に行われたホーム・横浜F・マリノス戦では1試合あたりの走行距離が14.583kmに達し（2021年シーズン終了時点でもJ1歴代1位）、2017年では走行距離上位10位のうち7つまでを高橋が記録した。

## エピソード
- 2007年に東京ヴェルディ1969戦でプレーし、J2で対戦した名波浩は、ラジオで「日本代表に選ばれてもおかしくない、J2で注目の選手は?」と聞かれた時に、高橋の名前をあげた。[要出典]
- 「14」を自身のラッキーナンバーと考えている[独自研究?]ようで、鳥栖時代は2008年に背番号を14から10に変更するも1年で戻し、仙台ではクラブの事情による偶然（サンケイスポーツ2011年2月19日号東北版より）ではあったが2011年に背番号を18から14に変更している。鳥栖復帰後は藤田直之が14をつけていたため（14の倍である）28をつけていたが、藤田が移籍・退団した2016年からは再び14番を着用している。

## 所属クラブ
ユース経歴
- JFC須坂ジュニア
- JFC須坂ヴェンセール
- 松商学園高校

プロ経歴
- 2004年 - 2009年  サガン鳥栖
- 2010年 - 2012年  ベガルタ仙台
  - 2012年  サガン鳥栖（期限付き移籍）
- 2013年 - 2021年  サガン鳥栖

## 個人成績
| 国内大会個人成績 | 国内大会個人成績 | 国内大会個人成績 | 国内大会個人成績 | 国内大会個人成績 | 国内大会個人成績 | 国内大会個人成績 | 国内大会個人成績 | 国内大会個人成績 | 国内大会個人成績 | 国内大会個人成績 | 国内大会個人成績 |
| 年度             | クラブ           | 背番号           | リーグ           | リーグ戦         | リーグ戦         | リーグ杯         | リーグ杯         | オープン杯       | オープン杯       | 期間通算         | 期間通算         |
| 年度             | クラブ           | 背番号           | リーグ           | 出場             | 得点             | 出場             | 得点             | 出場             | 得点             | 出場             | 得点             |
| 日本             | 日本             | 日本             | 日本             | リーグ戦         | リーグ戦         | リーグ杯         | リーグ杯         | 天皇杯           | 天皇杯           | 期間通算         | 期間通算         |
| ---------------- | ---------------- | ---------------- | ---------------- | ---------------- | ---------------- | ---------------- | ---------------- | ---------------- | ---------------- | ---------------- | ---------------- |
| 2004             | 鳥栖             | 28               | J2               | 27               | 1                | -                | -                | 2                | 0                | 29               | 1                |
| 2005             | 鳥栖             | 13               | J2               | 40               | 4                | -                | -                | 2                | 0                | 42               | 4                |
| 2006             | 鳥栖             | 14               | J2               | 47               | 4                | -                | -                | 2                | 1                | 49               | 5                |
| 2007             | 鳥栖             | 14               | J2               | 42               | 2                | -                | -                | 3                | 0                | 45               | 2                |
| 2008             | 鳥栖             | 10               | J2               | 40               | 3                | -                | -                | 4                | 1                | 44               | 4                |
| 2009             | 鳥栖             | 14               | J2               | 46               | 6                | -                | -                | 1                | 0                | 47               | 6                |
| 2010             | 仙台             | 18               | J1               | 13               | 0                | 7                | 1                | 1                | 0                | 21               | 1                |
| 2011             | 仙台             | 14               | J1               | 19               | 0                | 3                | 0                | 2                | 0                | 24               | 0                |
| 2012             | 鳥栖             | 28               | J1               | 16               | 0                | 1                | 0                | 1                | 0                | 18               | 0                |
| 2013             | 鳥栖             | 28               | J1               | 34               | 2                | 2                | 0                | 5                | 1                | 41               | 3                |
| 2014             | 鳥栖             | 28               | J1               | 30               | 1                | 4                | 0                | 3                | 1                | 37               | 2                |
| 2015             | 鳥栖             | 28               | J1               | 32               | 0                | 4                | 0                | 3                | 0                | 39               | 0                |
| 2016             | 鳥栖             | 14               | J1               | 34               | 1                | 3                | 0                | 3                | 0                | 40               | 1                |
| 2017             | 鳥栖             | 14               | J1               | 34               | 1                | 4                | 2                | 2                | 0                | 40               | 3                |
| 2018             | 鳥栖             | 14               | J1               | 30               | 1                | 4                | 0                | 4                | 0                | 38               | 1                |
| 2019             | 鳥栖             | 14               | J1               | 19               | 0                | 4                | 0                | 3                | 0                | 26               | 0                |
| 2020             | 鳥栖             | 14               | J1               | 4                | 0                | 1                | 0                | -                | -                | 5                | 0                |
| 2021             | 鳥栖             | 14               | J1               | 3                | 0                | 5                | 0                | 1                | 0                | 9                | 0                |
| 通算             | 日本             | 日本             | J1               | 268              | 6                | 42               | 3                | 28               | 2                | 338              | 11               |
| 通算             | 日本             | 日本             | J2               | 242              | 20               | -                | -                | 14               | 2                | 256              | 22               |
| 総通算           | 総通算           | 総通算           | 総通算           | 510              | 26               | 42               | 3                | 42               | 4                | 594              | 33               |

- Jリーグ初出場：2004年5月19日 J2 第13節 湘南ベルマーレ戦 (鳥栖スタジアム)
- Jリーグ初得点：2004年6月27日 J2 第20節 コンサドーレ札幌戦 (札幌厚別公園競技場)

## 代表歴
- U-19日本代表候補
- U-21日本代表
- U-22日本選抜